# WTA-toernooi van Catalonië
Het WTA-toernooi van Catalonië is een jaarlijks terugkerend tennistoernooi voor vrouwen dat wordt georganiseerd in verschillende plaatsen in de Spaanse regio Catalonië. De officiële naam van het toernooi is Catalonia Open.
De WTA organiseert het toernooi, dat in de categorie "WTA 125" valt en wordt gespeeld op gravelbanen.
De eerste editie vond plaats in 2023 in Reus en werd gewonnen door de Roemeense Sorana Cîrstea. In 2024 verhuisde het toernooi naar Lleida.

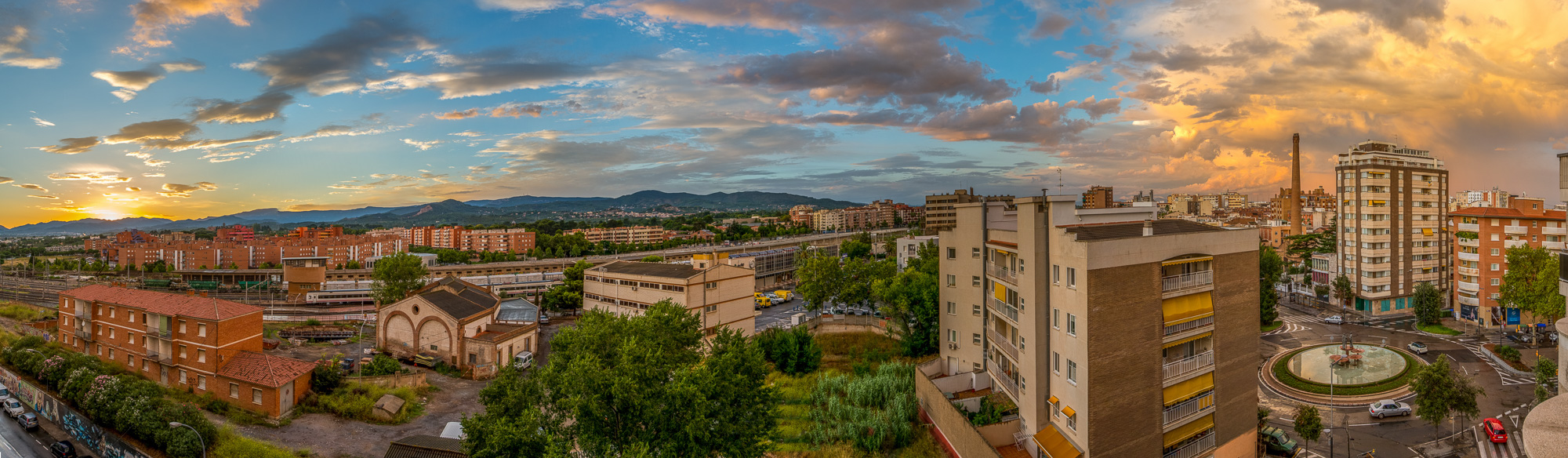
Aanzicht van Reus

## Finales

### Enkelspel
| Datum      | Naam               | Cat.    | ($)     | Ondergrond     | Winnares           | Verliezend finaliste | Uitslag       |         |
| ---------- | ------------------ | ------- | ------- | -------------- | ------------------ | -------------------- | ------------- | ------- |
| 2023-05-02 | Catalonia Open (R) | WTA 125 | 115.000 | gravel, buiten | Sorana Cîrstea     | Elizabeth Mandlik    | 6-1, 4-6, 7-6 | details |
| 2024-04-30 | Catalonia Open (L) | WTA 125 | 115.000 | gravel, buiten | Kateřina Siniaková | Mayar Sherif         | 6-4, 4-6, 6-3 | details |

* (R) = Reus, {L) = Lleida

### Dubbelspel
| Datum      | Naam               | Cat.    | ($)     | Ondergrond     | Winnaressen                          | Verliezend finalistes         | Uitslag  |         |
| ---------- | ------------------ | ------- | ------- | -------------- | ------------------------------------ | ----------------------------- | -------- | ------- |
| 2023-05-02 | Catalonia Open (R) | WTA 125 | 115.000 | gravel, buiten | Storm Hunter Ellen Perez             | Alexa Guarachi Erin Routliffe | 6-1, 7-6 | details |
| 2024-04-30 | Catalonia Open (L) | WTA 125 | 115.000 | gravel, buiten | Nicole Melichar-Martinez Ellen Perez | Katarzyna Piter Mayar Sherif  | 7-5, 6-2 | details |

* (R) = Reus, {L) = Lleida
2023 · 2024
ITF-toernooien (mannen en vrouwen)

ATP-toernooien (mannen) – ATP-seizoen 2025

WTA-toernooien (vrouwen) – WTA-seizoen 2025

Voormalige toernooien mannen
Voormalige toernooien vrouwen
Voormalige amateurtoernooien